# Arévalo de la Sierra
Arévalo de la Sierra är en kommun i Spanien.   Den ligger i provinsen Provincia de Soria och regionen Kastilien och Leon, i den nordöstra delen av landet, 200 km nordost om huvudstaden Madrid.